# Брандауэр, Клаус Мария
Кла́ус Мари́я Бра́ндауэр (нем. Klaus Maria Brandauer), настоящее имя Клаус Георг Штенг (нем. Klaus Georg Steng, род. 22 июня 1944, Бад-Аусзее, Австрия) — австрийский актёр, режиссёр и педагог.

## Биография
Родился в семье муниципального служащего Георга Штенга и Марии Брандауэр. После начала актёрской карьеры сменил фамилию Штенг на Брандауэр.
В 1962 году Брандауэр поступил в Штутгартскую высшую школу музыки и актёрского искусства, которую бросил после второго курса. Дебютировал на сцене в Тюбингенском театре в роли Клавдио в комедии У. Шекспира «Мера за меру».
С 1972 года Брандауэр был актёром и режиссёром венского Городского театра. Профессор семинара Макса Рейнхардта в Вене.
В кинематографе Клаус Мария Брандауэр дебютировал в 1971 году. Широкую известность принесла ему роль Хендрика Хёфгена в фильме Иштвана Сабо «Мефисто». Снимался в фильмах Сидни Поллака, Фрэнсиса Форда Копполы, Евгения Евтушенко.
С 1963 года был женат на Карин Брандауэр, умершей в 1992 году, имеет одного сына. Бегло говорит на четырёх языках — немецком, английском, французском и венгерском, а также снимался в фильмах на этих языках.

## Избранная фильмография

### Актёр
- 1971 — Эмилия Галотти — Этторе Гонзага, принц Гвасталлы
- 1972 — Связной из Зальцбурга — Йохан Кронштайнер
- 1972 — Оскар Уайльд — Оскар Уайльд
- 1978 — Жан-Кристоф (ТВ, 9 серий) — Жан-Кристоф
- 1981 — Мефисто — Хендрик Хёфген
- 1983 — Никогда не говори «никогда» — Максимиллиан Ларго
- 1983 — Детский сад — Немецкий офицер
- 1985 — «Камо грядеши» — Нерон
- 1985 — Полковник Редль — Альфред Рёдль
- 1985 — Из Африки — барон Брор Бликсен
- 1985 — Плавучий маяк — капитан Миллер
- 1985 — Племянник Бетховена — Бетховен
- 1986 — Улицы, вымощенные золотом — Алик Ньюман
- 1988 — Хануссен — Клаус Шнайдер / Хануссен
- 1988 — Жгучая тайна — Барон
- 1989 — Французская революция — Жорж Дантон
- 1989 — Георг Эльзер — человек из Германии[нем.] / Georg Elser — Einer aus Deutschland — Георг Эльзер
- 1990 — Русский дом — Данте
- 1991 — Белый Клык — Алекс Ларсон
- 1992 — Обретая себя — Анри Готье-Виллар
- 1994 — Марио и волшебник[фр.] / Mario und der Zauberer — Чиполла
- 1998 — Библейские сказания. Иеремия — Навуходоносор
- 1999 — Рембрандт[фр.] / Rembrandt — Рембрандт
- 2000 — Сирано де Бержерак — Сирано де Бержерак
- 2000 — Вера, надежда, кровь — Ленин
- 2001 — Друиды — Гай Юлий Цезарь
- 2002 — Только между нами — Александер Бауэр
- 2003 — Поручитель — Грегор
- 2006 — Кронпринц Рудольф — Император Франц Иосиф
- 2009 — Тетро — Карло
- 2011 — Манипуляция — комиссар Урс Раппольд

### Режиссёр
- 1989 — Георг Эльсер — единственный в Германии[нем.] / Georg Elser — Einer aus Deutschland
- 1994 — Марио и волшебник[фр.] / Mario und der Zauberer